# Livré-sur-Changeon
Livré-sur-Changeon [livʁe syʁ ʃɑ̃ʒɔ̃] (bretonisch: Liverieg-Kenton; Gallo: Livraé) ist eine französische Gemeinde mit 1.737 Einwohnern (Stand: 1. Januar 2022) im Département Ille-et-Vilaine in der Region Bretagne; sie gehört zum Arrondissement Rennes und zum Kanton Fougères-1 (bis 2015: Kanton Liffré). Die Einwohner werden Livréens genannt.

## Geographie
Livré-sur-Changeon liegt etwa 28 Kilometer ostnordöstlich von Rennes. Umgeben wird Livré-sur-Changeon von den Nachbargemeinden Saint-Aubin-du-Cormier im Norden und Nordwesten, Mecé im Osten, Val-d’Izé im Süden und Südosten, Dourdain im Süden sowie Liffré im Westen.

## Bevölkerungsentwicklung
| Jahr                      | 1962 | 1968 | 1975 | 1982 | 1990 | 1999 | 2006 | 2013 |
| Einwohner                 | 1208 | 1125 | 1072 | 1078 | 1108 | 1137 | 1461 | 1669 |
| Quelle: Cassini und INSEE |      |      |      |      |      |      |      |      |

## Sehenswürdigkeiten
- Menhir La Roche Piquée, Monument historique seit 1933
- Kirche Notre-Dame aus dem 11. Jahrhundert mit Umbauten aus dem 16., 18. und 19. Jahrhundert, seit 1926/1982 Monument historique
- Kapelle Sainte-Anne aus dem Jahre 1631
- Alte Kapelle Saint-Mathurin

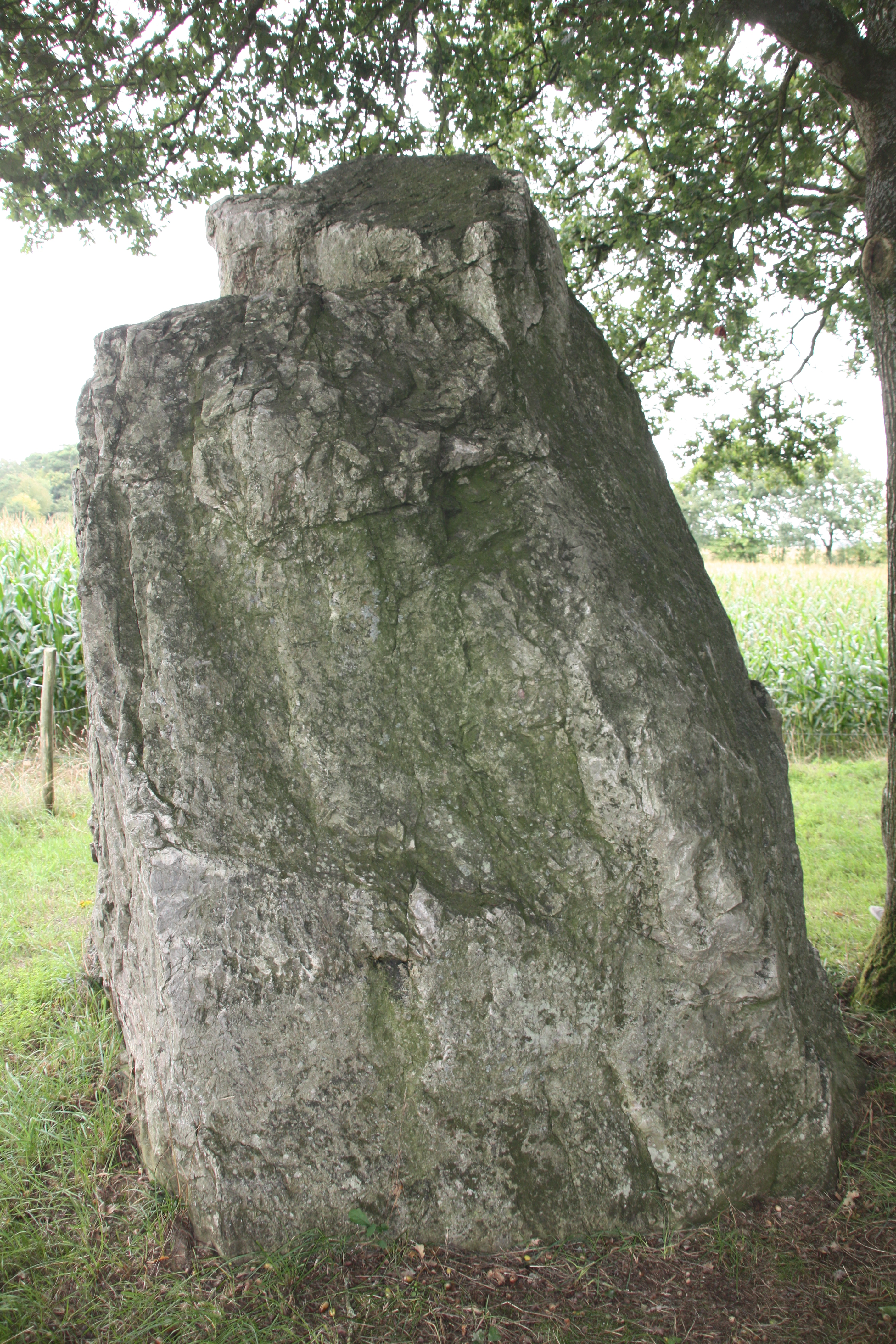
Menhir
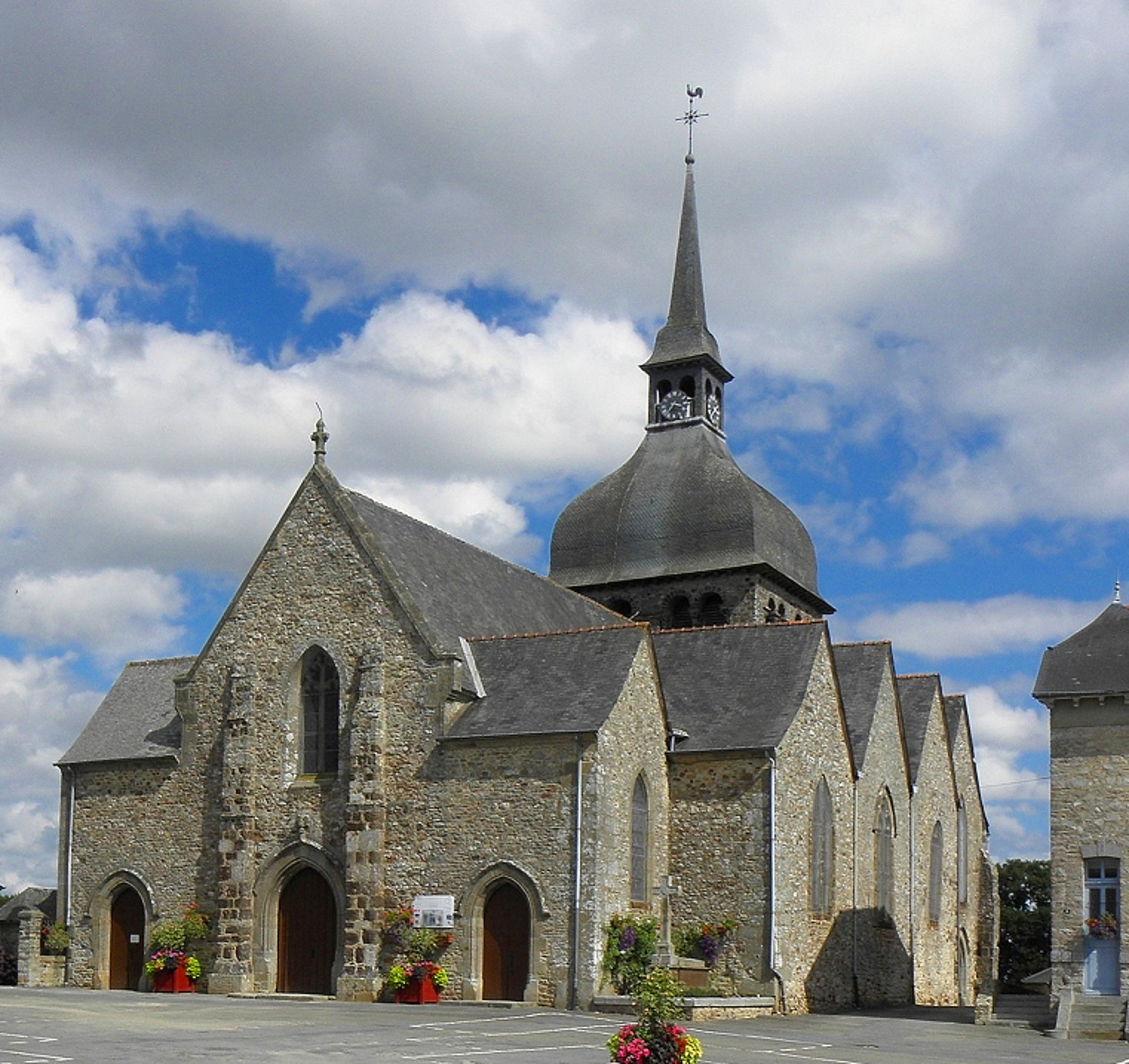
Kirche Notre-Dame
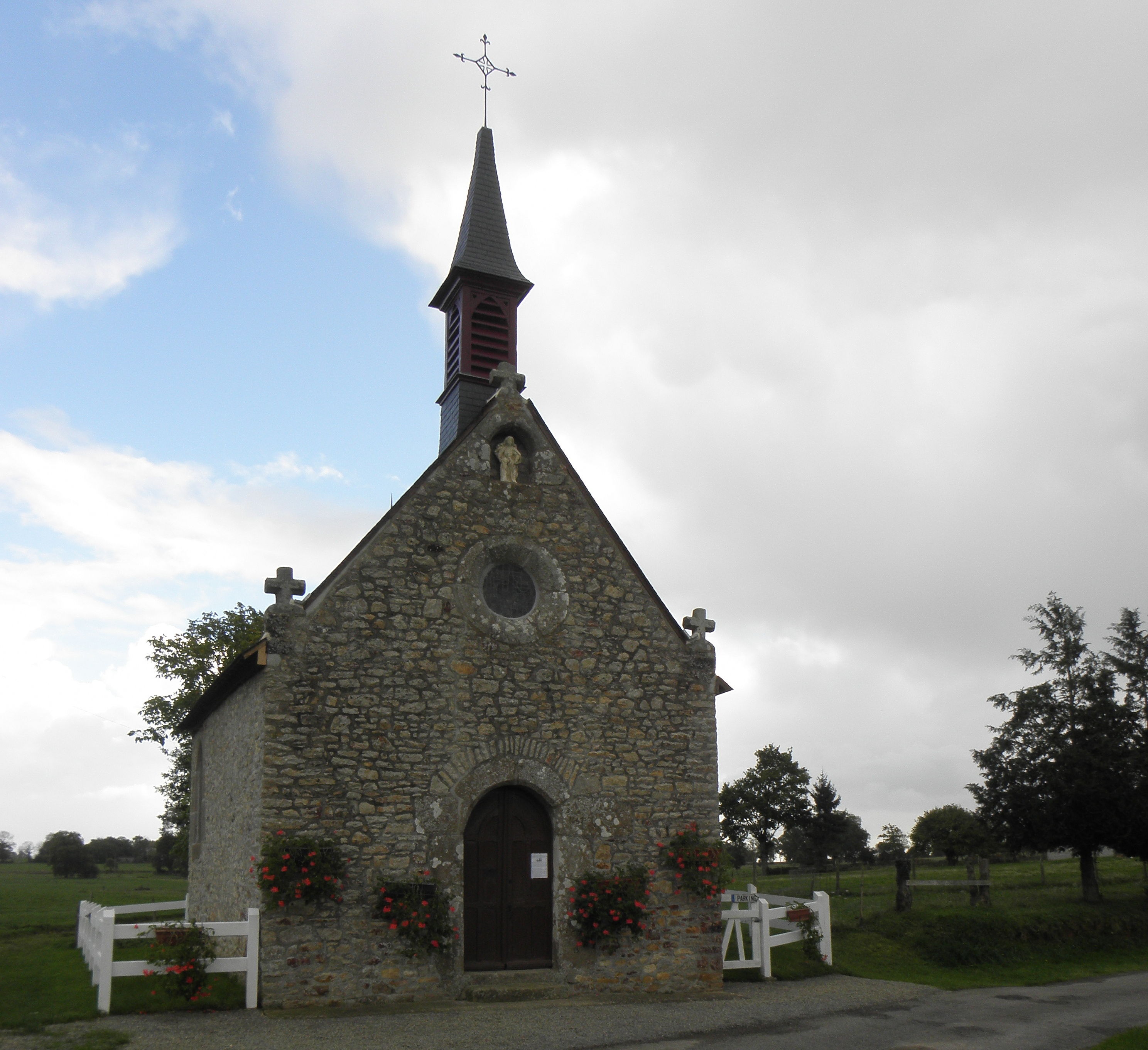
Kapelle Sainte-Anne